# My Blue Heaven (1990)
My Blue Heaven (bra: Meu Pequeno Paraíso; prt: O Meu Pequeno Paraíso) é um filme de comédia policial estadunidense de 1990 dirigido por Herbert Ross, escrito por Nora Ephron e estrelado por Steve Martin, Rick Moranis e Joan Cusack. Este é o terceiro filme em que Martin e Moranis estrelam juntos. Tem sido conhecido por seu relacionamento com Goodfellas, que foi lançado um mês depois. Ambos os filmes são baseados na vida de Henry Hill, embora o personagem seja renomeado "Vincent 'Vinnie' Antonelli" em My Blue Heaven. Goodfellas foi baseado no livro Wiseguy de Nicholas Pileggi, enquanto o roteiro de My Blue Heaven foi escrito pela esposa de Pileggi, Nora Ephron, e grande parte da pesquisa para os dois trabalhos foi feita nas mesmas sessões com Hill.

## Enredo
Vinnie Antonelli é um ex-mafioso recentemente admitido no Programa de Proteção a Testemunhas com sua esposa, Linda. Os dois estão sob o olhar atento de Barney Coopersmith. Vinnie e Barney logo encontram um terreno comum quando ambas as esposas os deixam devido ao seu estilo de vida. Quando ele consegue levar Vinnie para um subúrbio na Califórnia e uma casa particular, Barney tem mais um problema: ele deve garantir que o jovial e às vezes malicioso Vinnie cumpra o protocolo de Proteção a Testemunhas até que ele seja enviado ao Tribunal Federal para testemunhar contra chefões da máfia. Fazer isso não é tão simples quanto parece.

## Elenco
- Steve Martin como Vincent "Vinnie" Antonelli/Tod Wilkinson
- Rick Moranis como Barney Coopersmith
- Joan Cusack como Hannah Stubbs
- Melanie Mayron como Crystal Rybak
- Bill Irwin como Kirby
- Carol Kane como Shaldeen
- William Hickey como Billy Sparrow/Johnny Bird
- Deborah Rush como Linda Antonelli
- Daniel Stern como Will Stubbs
- Jesse Bradford como Jamie Stubbs
- Corey Carrier como Tommie Stubbs
- Seth Jaffe como Umberto Mello
- Robert Miranda como Lilo Mello
- Ed Lauter como Robert Underwood
- Julie Bovasso como a mãe de Vinnie
- Colleen Camp como Dra. Margaret Snow Coopersmith
- Gordon Currie como Wally Bunting
- Raymond O'Connor como Dino
- Troy Evans como Nicky
- Carol Ann Susi como Filomena

## Produção

### Elenco
Ephron apresentou a ideia do filme para Goldie Hawn e Anthea Sylbert (que passou a produzir o filme) em 1987. Depois que Hawn deixou o projeto em 1989, Steve Martin foi escalado para interpretar Coopersmith, com Arnold Schwarzenegger interpretando o papel de Antonelli. No entanto, Schwarzenegger logo depois foi oferecido o papel de Det. John Kimble em Kindergarten Cop e deixou a produção. Não conseguindo encontrar outro "Vinnie" adequado para o Coopersmith de Martin (Danny DeVito recusou o papel), Martin se ofereceu para assumir o papel de Vinnie. Os produtores concordaram e, em seguida, escalaram Rick Moranis como Coopersmith, que originalmente havia sido considerado para o papel, mas não estava disponível até então.

### Filmagens
A fotografia principal começou em outubro de 1989. Ela aconteceu principalmente nas cidades californianas de San Luis Obispo, Atascadero, Paso Robles e arredores, embora o cenário nominal seja um subúrbio fictício de San Diego, Califórnia. Algumas cenas foram filmadas em San Diego. O título do filme vem da famosa canção interpretada por Fats Domino, que aparece na trilha sonora.

## Trilha sonora
A trilha sonora do filme foi composta por Ira Newborn.
1. "My Blue Heaven" (Música: Walter Donaldson, Letra: George A. Whiting) – Fats Domino
2. "Surfin' U.S.A." (Chuck Berry e Brian Wilson) – The Beach Boys
3. "Stranger in Paradise" (Robert Wright e George Forrest) – Tony Bennett
4. "I Can't Help Myself (Sugar Pie Honey Bunch)" (Brian Holland, Lamont Dozier, e Eddie Holland) – Billy Hill
5. "The Boy from New York City" (John Taylor e George Davis) – The Ad Libs
6. "New York, New York" (John Kander e Fred Ebb)
7. "Take Me Out to the Ball Game" (Albert von Tilzer e Jerry Northworth)
8. "The Star-Spangled Banner" – Banda da Marinha dos Estados Unidos

## Recepção

### Bilheteria
My Blue Heaven estreou em 1.859 locais em 17 de agosto de 1990 e arrecadou $6.2 milhões em sua estreia, ficando em quarto lugar nas bilheterias norte-americanas e em segundo lugar entre os novos lançamentos da semana. Ele fechou com uma receita interna de $23.6 milhões.

### Resposta crítica
No site Rotten Tomatoes, o filme mantém um índice de aprovação de 71% com base em 17 comentários, com uma classificação média de 5.90/10. Metacritic relata uma pontuação média ponderada de 35 de 100, com base em 14 críticos, indicando "avaliações geralmente desfavoráveis". O público entrevistado pela CinemaScore deu ao filme uma nota média de "B–" em uma escala de A+ a F.
David J. Fox, do The New York Times, disse que o filme foi "um conceito verdadeiramente engraçado e uma decepção na tela".